# Китаєв Ігор Олексійович
Ігор Олексійович Китаєв (нар. 15 листопада 1916, село Глинськ, тепер Світловодського району Кіровоградської області — 20 січня 2013, місто Київ) — український радянський партійний діяч, вчений-виноградар, 2-й секретар Одеського сільського обкому КПУ. Депутат Верховної Ради УРСР 6-го скликання. Кандидат сільськогосподарських наук (1958).

## Біографія
Народився в родині вчителів Олексія Андрійовича Китаєва та Поліни Василівни Трєскальової (Китаєвої) 15 листопада 1916 року. У 1932 році змінив в документах дату народження на 15 січня 1915 року.
Закінчив Кременчуцький технікум механізації та електрифікації сільського господарства на Полтавщині. У 1932 році працював техніком-механіком Тираспольської сільськогосподарської дослідної станції. З 1932 року навчався на плодоовочевому факультеті Молдавського плодоовочевого інституту.
У червні 1937 року закінчив Молдавський плодоовочевий інститут імені Миколи Івановича Єжова у місті Тирасполі з дипломом 1-го ступеню та здобув спеціальність «агронома-плодоовочівника». З 1937 року працював старшим агрономом у тресті зрошувальних овочевих радгоспів Молдавської АРСР. У 1938 році — вчитель, завідувач навчальної частини середньої школи СШ № 1 міста Тирасполя Молдавської АРСР. У 1938 році арештовувався органами НКВС, відсидів 5 місяців у Тираспольській та Одеській тюрмах, був звільнений у листопаді 1938 року.
У 1938—1940 роках — вчитель хімії та біології, завідувач навчальної частини середньої школи СШ № 1 міста Тирасполя Молдавської АРСР. У 1940—1941 роках — викладач хімії та біології Писарівщинського сільськогосподарського технікуму Диканського району Полтавської області. Під час німецько-радянської війни разом із технікумом був евакуйований у місто Пржевальськ Киргизької РСР, де працював агрономом обласного земельного відділу.
У 1942—1946 роках — в Радянській армії: командир взводу артилерійської батареї та викладач артилерії Подільського артилерійського училища, викладач артилерії 25-го навчального артилерійського полку офіцерського складу Середньоазійського військового округу в Узбецькій РСР, викладач артилерії в групах командувачів артилерії дивізій сухопутних військ Середньоазійського військового округу в Узбецькій РСР. Член ВКП(б) з 1944 року.
У 1946—1951 роках — директор Київського виноградарського радгоспу.
У 1951 році працював заступником начальника «Укрголоввино» у Києві. У 1951—1954 роках — начальник «Укрсадвинтреста» Міністерства промисловості продовольчих товарів у Києві. Одночасно, у 1953—1954 роках — аспірант при Українському науково-дослідному інституті садівництва.
У 1954—1960 роках — директор Українського науково-дослідного інституту виноградарства та виноробства імені Таїрова у місті Одесі.
У лютому 1960 — січні 1963 р. — секретар Одеського обласного комітету КПУ з питань сільського господарства.
У січні 1963 — грудні 1964 р. — 2-й секретар Одеського сільського обласного комітету КПУ.
У 1964 — березні 1965 року — завідувач відділу сільського господарства Управління справами Ради міністрів Української РСР.
У березні 1965 — листопаді 1967 роках — заступник міністра сільського господарства Української РСР. Рішенням Політбюро ЦК КПУ від 17 листопада 1967 року знятий з посади «за зловживання службовим становищем, порушення партійних принципів в роботі з кадрами, неправильну поведінку, пов'язану з передачею, здачею в оренду та продажем власного будинку». Також отримав сувору догану із занесенням до облікової картки.
У 1968—1972 роках — доцент кафедри плодоовочівництва Української сільськогосподарської академії. У 1972—1982 роках — завідувач науково-організаційного відділу Інституту садівництва Всеукраїнська академія сільськогосподарських наук (ВАСГНІЛ). У 1982—2002 роках — директор школи післядипломної освіти працівників сільського господарства при Інституті садівництва Української академії аграрних наук.

## Звання
- лейтенант

## Нагороди
- орден Трудового Червоного Прапора
- ордени
- медалі